# Max Tandler
Max Tandler (* 24. März 1895 in Böhmisch Zinnwald; † 17. Juni 1982 in Forchheim) war ein erzgebirgischer Mundartdichter.

## Leben
Der jüngste Sohn eines Obersteigers besuchte in Böhmisch Zinnwald die Volksschule und in Aussig die Bürgerschule. Bereits im Kindesalter verlor er seine Eltern, die Mutter verstarb 1901, der Vater 1910. Zu diesem Zeitpunkt besuchte er die dritte Klasse des Gymnasiums in Mariaschein. Fürst Lobkowitz, Besitzer der Zinnwalder Erzgruben, übernahm die Studienkosten, damit er das Gymnasium bis zum Ende besuchen und die Maturitätsprüfung ablegen konnte. 1915 wurde er wie seine Brüder Rudolf und Heinrich zum Kriegsdienst herangezogen. Seine beiden Brüder fielen, er selbst erlebte das Kriegsende an der Front in Italien. Er ging nach Prag und hörte Vorlesungen der dortigen juristischen Fakultät, musste das Studium jedoch mittellos nach einem Semester abbrechen. Er schlug sich mit Hilfsarbeiten durch, bis er erfolgreich das Abitur der Aussiger Handelsakademie ablegen konnte. An der Lehrbildungsanstalt Komotau erwarb er die Lehrbefähigung. Nach Arbeitslosigkeit bekam er 1921 eine Anstellung in Sodau/Karlsbad, Espenthor und schließlich an den Bürgerschulen in Karlsbad selbst, Marienbad und ab 1930 in Schlackenwerth bei Joachimsthal.
Bevor er 1946 als Deutscher aus der Tschechoslowakei vertrieben wurde, war er 15 Monate in Neurohlau b. Karlsbad interniert und während dieser Zeit schwer misshandelt worden. Eine ehemalige Schülerin bewirkte schließlich seine Entlassung. Da bei Gericht nichts gegen ihn vorlag, wurde er über Schwabach nach Forchheim abgeschoben. Hier begann er als Lampenmaler, wurde jedoch arbeitslos und lebte spartanisch in einer kleinen Wohnung des katholischen Pfarrhauses St. Martin.
Fern seiner für ihn unerreichbar gewordenen Heimat wandte er sich verstärkt der Mundartdichtung zu und veröffentlichte 1952 die Erzgebirgsweisen und 1956 seine Spruchweisheiten aus dem Erzgebirge. 1955 nahm Helmuth Stapff einige Gedichte in seine Publikation Weihnachten im Erzgebirge auf. Neben vielen weiteren Mundartdichtungen schrieb Max Tandler auch in Hochdeutsch.
Er starb am 17. Juni 1982 nach kurzer schwerer Krankheit im Alter von 87 Jahren in Forchheim.

## Veröffentlichungen (Auswahl)
- 1933 Aus dem Erzgebirge (Gedichtsammlung / Selbstverlag Max Tandlers)
- 1936 Mei Gebarche du (Gedichtsammlung / Verlag Max Kraus in Reichenberg)
- 1937 Bargwind. Gedichte in der Mundart von Zinnwald im Erzgebirge (Stimmen der Landschaft, Bd. 4, Bastei-Verlag Dresden)
- 1952 Erzgebirgsweisen (Ausgabe vom Kammweg Verlag)
- 1956 Spruchweisheit auf erzgebirgisch
- Folgejahre Spruchkalender, Die Mutter an der Wiege, Einkehr
- 1965 Freit eich, ihr Leit (Schallplatte gesprochen und gesungen von Max Tandler / Aufstiegs-Verlag München)

## Ehrungen
In Forchheim erfuhr Max Tandler viele Ehrungen und Würdigungen seines Schaffens. Er erhielt u. a. die Adalbert-Stifter-Medaille, das Goldene Ehrenzeichen der Sudetendeutschen Landsmannschaft und als Ehrenvetter der Eghalanda Gmoi deren Ehrenzeichen.